# 吳夢夢
吳夢夢（1990年7月27日—）是台灣AV女演員，號稱「台灣第一AV女優」。吳夢夢早期從SWAG出道，並堅持只與急診室醫師男友「熊吉」拍攝色情影片。離開SWAG之後，吳夢夢自己找專業攝影團隊拍攝成人劇情片。

## 生平
2020年6月，吳夢夢計畫進軍日本色情片產業，和Soft On Demand（SOD）集團達成共識，將會發行由台灣團隊拍攝的作品，發售將分成60分鐘的網路下載版及120分鐘的DVD-Video版。
2020年10月29日，吳夢夢與翁姓女直播主找來已婚蔡男拍「3P動作片」，遭蔡妻提告索賠新台幣80萬元。
2020年11月，吳夢夢在Yahoo TV節目《深夜保健室》中透露，和男友之前有拍過「姊妹丼」主題的色情片，是真的請親堂妹加入拍攝。
2022年3月，吳夢夢和男友「熊吉」接受BBC中文網專訪，她表示自己從拍攝中獲得很大的成就感，但也提到拍攝色情影片對她造成的種種負面影響。

## 爭議

### 影片著作權
吳夢夢早期在SWAG拍攝的色情片，遭到網友下載後在網路流竄、許多人在群組分享，對此吳夢夢提告轉載影片的網友。吳夢夢陸續對57名網友提告違反《著作權法》，繼嘉義一名男子八月被法院判刑拘役40天後，新北地檢署再對外流影片的6名網友起訴，並向新北地方法院聲請簡易判決。

## 外部連結
- 吳夢夢的Facebook專頁
- YouTube上的吳夢夢頻道
- 吳夢夢的X（前Twitter）
- 吳夢夢的Instagram帳戶